# Galium dahuricum
Galium dahuricum là một loài thực vật có hoa trong họ Thiến thảo. Loài này được Turcz. ex Ledeb. mô tả khoa học đầu tiên năm 1844.